# 사랑의 유효기간은 3년
《사랑의 유효기간은 3년》(프랑스어: L'amour dure trois ans)은 2012년 공개된 프랑스의 영화이다.

## 줄거리
마르코는 행복한 결혼생활을 하고 있으며, 낮에는 문학 평론가로, 밤에는 기자로 일하는 두 가지 직업을 가지고 있다. 하지만 불과 3년 만에 그는 아내와 이혼했다. 그 직후, 마르코는 사촌의 아내인 알리스와 사랑에 빠지고 동시에 그녀가 모르는 가명으로 쓴 그의 책으로 인기 순위에 오르게 된다.

## 출연

### 주연
- 개스파드 프로스트
- 루이즈 보르고앙

### 조연
- 조이 스타르
- 조나단 랑베르
- 발리에리 르메르시
- 니콜라스 베도스
- 미셀 르그랑
- 프레데릭 벨
- 엘리사 세드나위
- 베르나드 메네즈
- 아니 뒤프레
- 토마스 조아넷
- 크리스토프 부르세이예
- 폼 클레멘티에프
- 알랭 크루거

## 기타
- 각색: 유지니 그랜드벌
- 라인프로듀서: 필립페 살
- 미술: 크리스티앙 마르티
- 의상: 클레어 라카제
- 의상: 마리-로르 라송
- 섭외: 니콜라스 론치